# 帕西卡 (克羅列韋茨區)
51°38′45″N 33°24′39″E / 51.64583°N 33.41083°E
帕西卡（烏克蘭語：Пасіка）是位於烏克蘭東北部的村莊，由蘇梅州科諾托普區的克羅萊韋茨市鎮負責管轄。該村距離迪迪夫希納、博什夫卡、比洛格里韋和盧奇1公里，海拔高度158米，2001年人口80。